# Bassi Tatra
I Bassi Tatra (in slovacco: Nízke Tatry) sono un gruppo montuoso nella Slovacchia centrale. Si trovano a sud degli Alti Tatra, da cui sono separati dalla valle del fiume Váh. La valle formata dal fiume Hron si trova a sud della catena montuosa. La catena si estende per circa 80 km da ovest a est.

## Descrizione
Il Passo Čertovica divide la catena in due parti: le cime più alte dei Bassi Tatra si trovano nella parte occidentale. Il Ďumbier si innalza fino a 2.042 m, mentre la cima vicina Chopok (2.024 m) è accessibile con una seggiovia, che la rende il picco più frequentato tra queste montagne. Tra le altre maggiori cime ci sono Dereše (2.004 m) e Chabenec (1.955 m). Nella parte orientale, invece, la montagna più alta è Kráľova hoľa (1.946 m).
Parecchie attività carsiche si trovano nel calcare e nella dolomite nelle pareti nord e sud della catena principale, composta da granito e gneiss. Molte cave che sono state scoperte sono oggi aperte al pubblico (come la Cava di Bystrá (Bystrianska jaskyňa), Cava della Libertà di Demänová (Demänovská jaskyňa Slobody), Cava di ghiaccio di Demänová (Demänovská ľadová jaskyňa), e Cava di Važec  (Važecká jaskyňa).

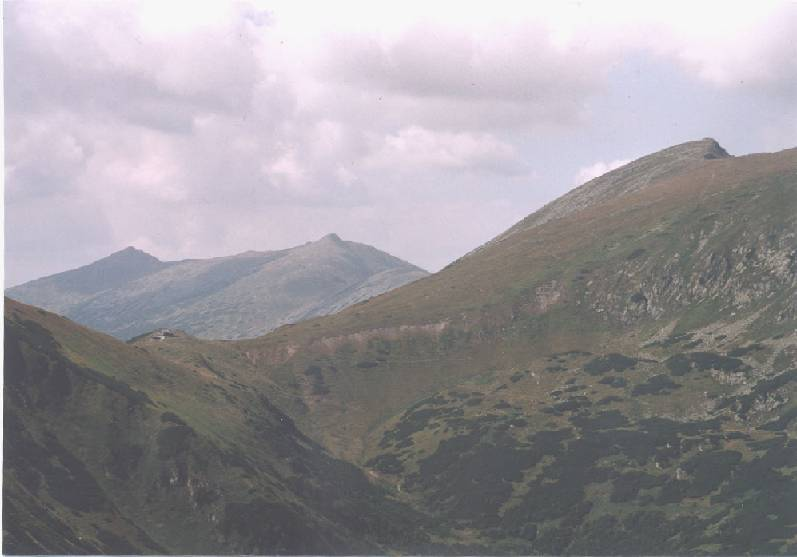
Monte Ďumbier (a destra) e monte Chopok (centro)

Queste montagne sono ricche di foreste, e possiedono una notevole fauna, che comprende orsi, lupi e linci; i prati delle cime sono invece abitati da camosci. La maggior parte della zona della catena è protetta dal parco nazionale dei Bassi Tatra (Národný park Nízke Tatry, abbreviato in NAPANT), istituito nel 1978. L'area del parco nazionale è di 728,42 km² con 1.101,62 ulteriori km² di zone a minore protezione.
Nei Bassi Tatra esistono parecchie importanti stazioni sciistiche, come Jasná, Mýto pod Ďumbierom, e Tále. Le pareti delle montagne sono anche popolari tra gli scalatori.

## Collegamenti esterni

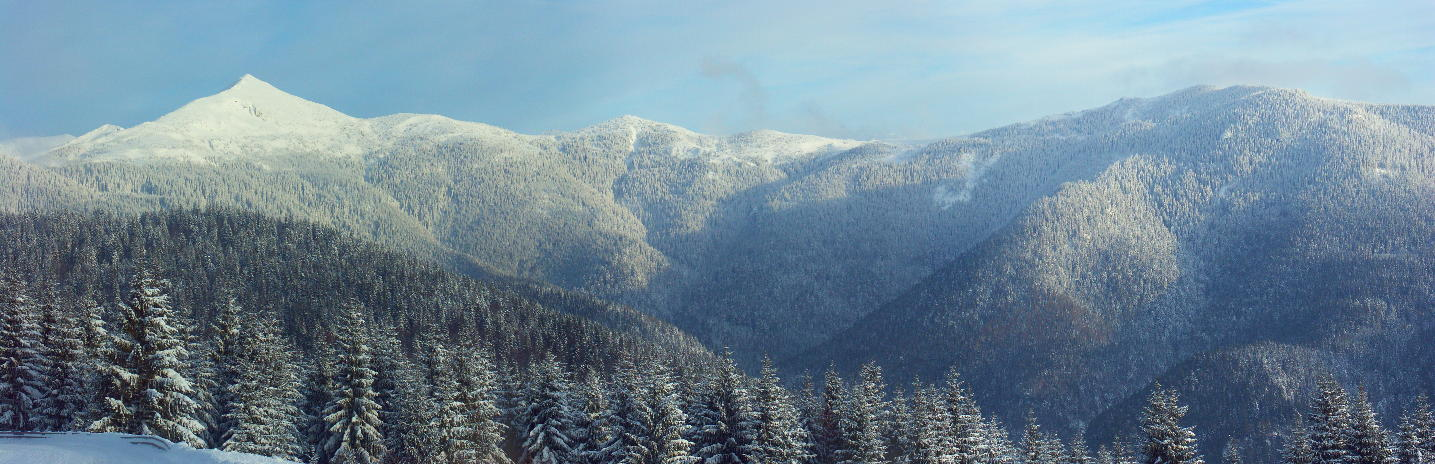
Bassi Tatra in inverno